# Woody Harrelson

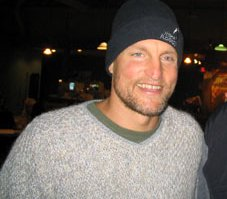
Woody Harrelson 2004.

Woodrow Tracy "Woody" Harrelson, född 23 juli 1961 i Midland, Texas, är en amerikansk skådespelare. Harrelson slog igenom i tv-serien Skål och har medverkat i filmer som Natural Born Killers, Wag the Dog, Zombieland och  Larry Flynt – skandalernas man.

## Biografi

### Barndom och ungdomsår
Woody Harrelson föddes i Midland i Texas som son till Charles Voyde Harrelson och Diane Lou Oswald, som skilde sig 1964; han har två bröder, Jordan och Brett, som är professionella motorcykelförare. Hans far var yrkesmördare och fälldes två gånger för anlitat mord samt satt fängslad under större delen av Harrelsons barndom. Harrelson växte upp i Lebanon i Ohio med en djupt religiös mor och har ofta sagt att hans fars förflutna har påverkat hans nutida liv. Fadern avled i fängelse 2007. 
Harrelson studerade vid Lebanon High School och senare på Hanover College i Indiana, där han studerade drama och tog kandidatexamen i teaterkonst och engelska 1983.

### Karriär

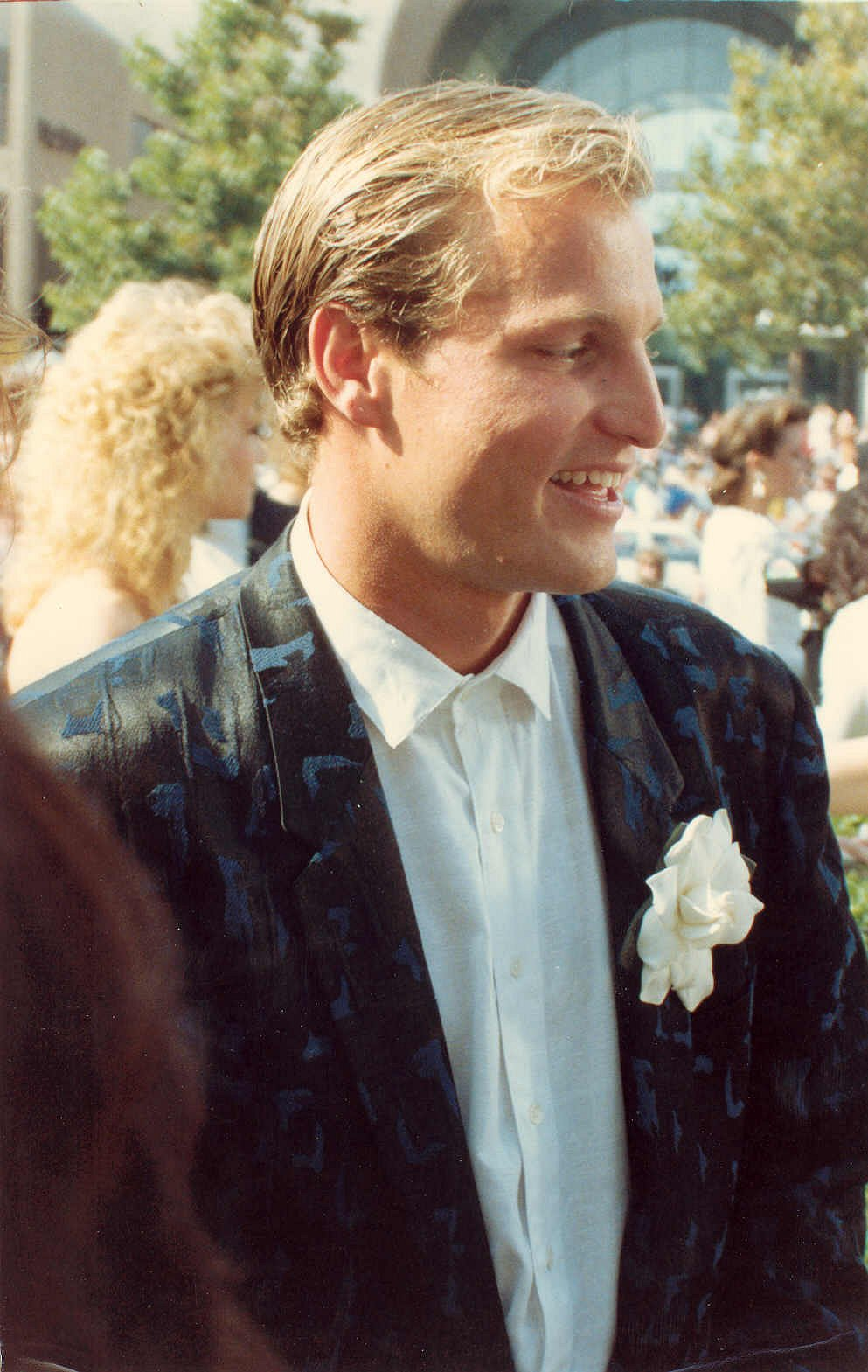
Woody Harrelson på Emmy-galan 1988.

Efter examen flyttade Harrelson till New York och blev rollersättare i Neil Simons Biloxi Blues. År 1985 spelade han den naiva men geniala västernbartendern Woody Boyd i tv-serien Skål, och vann "Roligaste nybörjaren" vid amerikanska komedipriset och en Emmy Award för sin roll. Hans första film var 1986 års Tjejen som tog hem spelet med Goldie Hawn. Han har spelat främst mindre roller fram till Michael J. Foxs romantiska rival i filmen Doc Hollywood från 1991. Därpå medverkade han i filmer som Money Train, White Men Can't Jump, The Cowboy Way, Ett oanständigt förslag, Hi-Lo Country, Natural Born Killers och Kingpin. 
År 1996 spelade han huvudrollen i den kontroversiella filmen Larry Flynt - skandalernas man som han senare blev nominerad till en Oscar för bästa manliga huvudroll, men han förlorade mot Geoffrey Rush (Shine). Senare  spelade han NBCs Will & Grace som Graces kärleksintresse Nathan. Han har också spelat en transvestitprostituerad i Anger Management och FBI-agent Stan i 2004 års After the Sunset. Han medverkade i A Prairie Home Companion, som släpptes i juni 2006. Woody Harrelson medverkade även i Ziggey Marleys låt "Wild and Free" som släpptes på albumet med samma namn, Wild and Free 2011. 
Harrelson har också en stor roll i Hunger Games-trilogin, där han spelar Haymitch. För rollen som polischef Bill Willoughby i Three Billboards Outside Ebbing, Missouri 2017 nominerades Harrelson till en Oscar för bästa manliga biroll men han förlorade återigen, den här gången mot sin motspelare Sam Rockwell.

### Privatliv
6 juni 2010 deltog Harrelson i Soccer Aid-matchen mellan England och "resten av världen". Han blev inbytt i slutskedet av matchen (Gordon Ramsay byttes ut) och spelade som försvarare. Han slog in den avgörande straffsparken efter 2–2 i fulltid som gav "resten av världen" den första segern mot England i Soccer Aids historia.
Som vegetarian/vegan och förespråkare för råkost sedan många år har han ofta engagerat sig i djurrättsfrågor och miljöfrågor, bland annat i samverkan med den internationella organisationen PETA, som 2012 också utsåg honom till Årets sexigaste vegetariankändis.
Harrelson är gift med Laura Louie sedan 2008. Åren 1985–1986 var han gift med Nancy Simon, dotter till Neil Simon.

## Filmografi i urval
- 1985-1993 - Skål (TV-serie)
- 1986 – Tjejen som tog hem spelet
- 1991 – Doc Hollywood
- 1992 – White Men Can't Jump
- 1993 – Ett oanständigt förslag
- 1994 – The Cowboy Way
- 1994 – Natural Born Killers
- 1994 - Simpsons, avsnitt Fear of Flying (gäströst i TV-serie)
- 1995 – Money Train
- 1996 – Kingpin
- 1996 – Larry Flynt – skandalernas man
- 1997 – Wag the Dog
- 1997 – EDtv
- 1998 – Den tunna röda linjen
- 1998 – The Hi-Lo Country
- 1999 – Play It to the Bone
- 2001 – Will & Grace (TV-serie)
- 2003 – Anger Management
- 2004 – After the Sunset
- 2006 – A Scanner Darkly
- 2006 – A Prairie Home Companion
- 2006 – Free Jimmy (röst)
- 2007 – No Country for Old Men
- 2008 – Semi-Pro
- 2008 – Transsiberian
- 2008 – Surfer, Dude
- 2008 – Seven Pounds
- 2009 – The Messenger
- 2009 – 2012
- 2009 – Zombieland
- 2009 – Defendor
- 2010 – Bunraku
- 2011 – Friends with Benefits
- 2011 – Bunraku
- 2011 – Rampart
- 2012 – The Hunger Games
- 2012 – Game Change
- 2012 – Seven Psychopaths
- 2013 – Free Birds (röst)
- 2013 – Now You See Me
- 2013 – The Hunger Games: Catching Fire
- 2013 – Out of the Furnace
- 2014 – True Detective (TV-serie)
- 2014 – The Hunger Games: Mockingjay – Part 1
- 2015 – The Hunger Games: Mockingjay – Part 2
- 2016 – Triple 9
- 2016 – Now You See Me: The Second Act
- 2016 – The Duel
- 2016 – The Edge of Seventeen
- 2016 – LBJ
- 2017 – Lost in London
- 2017 – Wilson
- 2017 – Apornas planet: Striden
- 2017 – The Glass Castle
- 2017 – Three Billboards Outside Ebbing, Missouri
- 2018 – Solo: A Star Wars Story
- 2019 – The Highwaymen
- 2022 – Triangle of Sadness
- 2023 – White House Plumbers (TV-serie)
- 2024 – Fly Me to the Moon
- 2025 – Passagen
- 2025 – Now You See Me: Now You Don't
- 2025 – Last Breath
- 2025 – Ella McCay